# Industriestraße 1 b

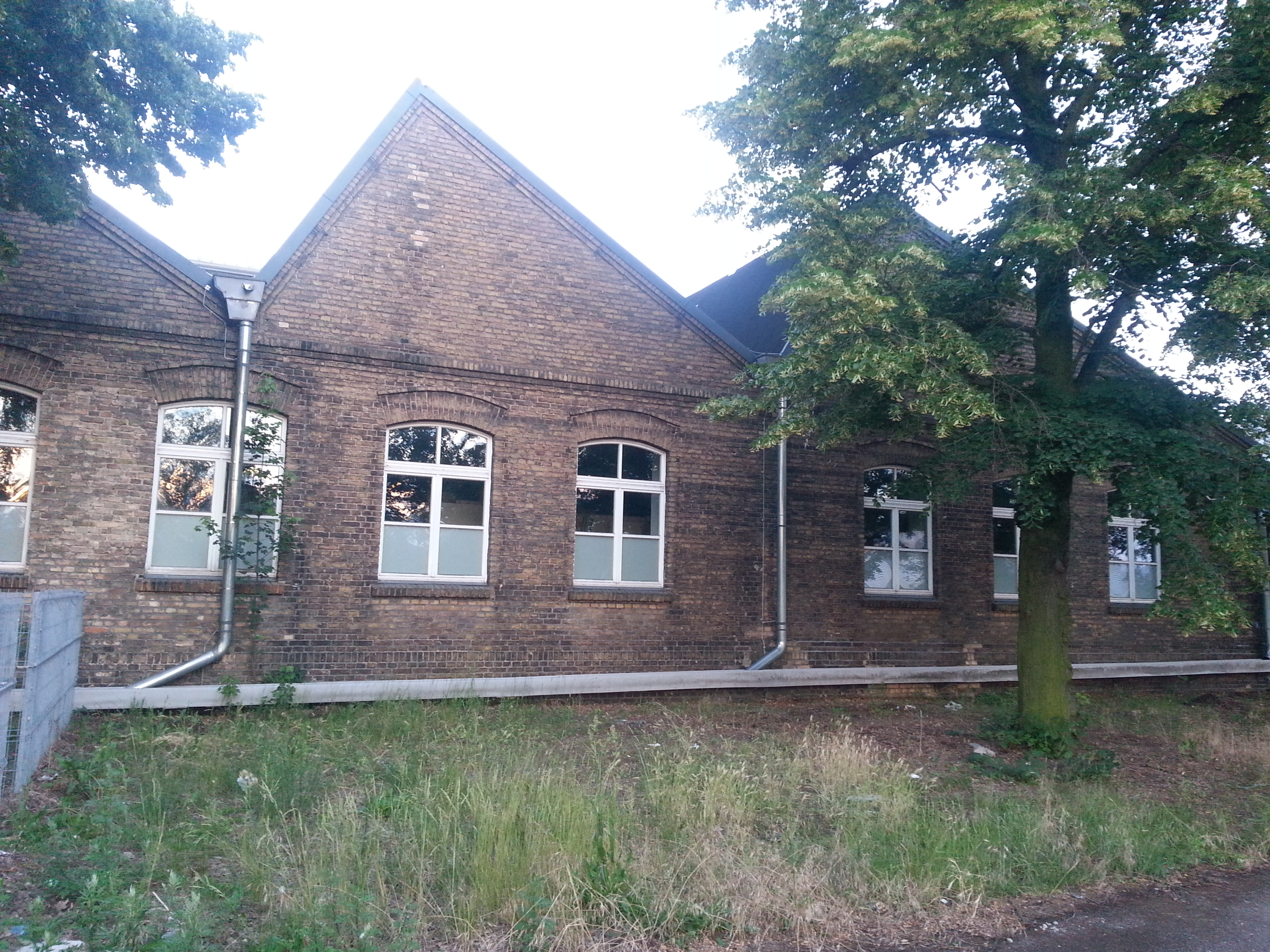
Ehemaliges Druckereigebäude in der Industriestraße 1 b

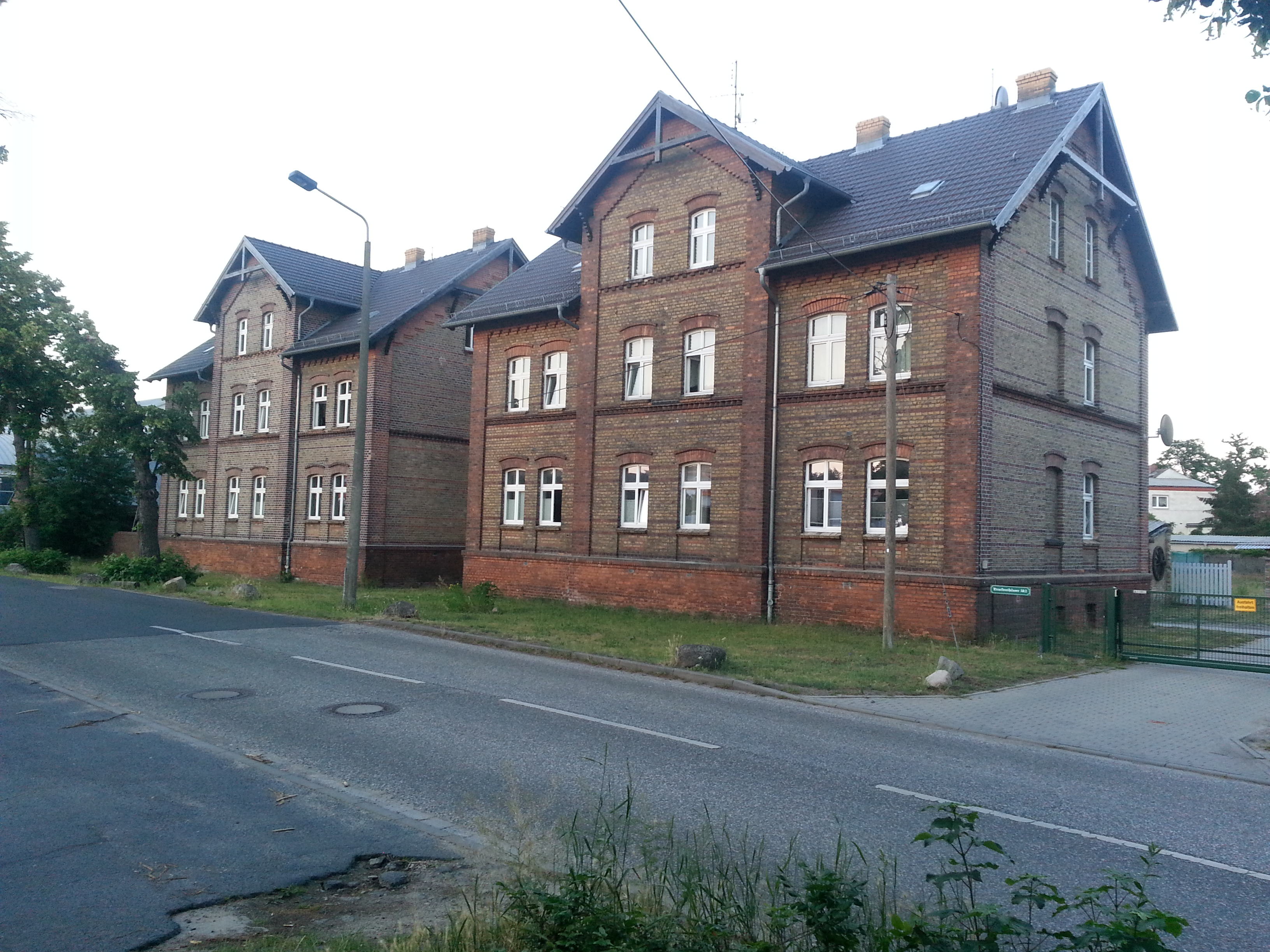
Druckereihäuser

Die Gebäude in der Industriestraße 1 b sind ein Baudenkmal in der Stadt Trebbin im Landkreis Teltow-Fläming im Land Brandenburg. Dort befindet sich eine ehemalige Druckerei, bestehend aus dem Druckereigebäude, einer Lagerhalle, zwei Wohnhäusern und zwei Hofgebäuden.

## Architektur und Geschichte
Die Gebäude wurden 1898 als Druckerei errichtet. Das eingeschossige Druckereigebäude ist massiv aus Ziegeln errichtet, in 21 Achsen gegliedert und hat ein Sheddach. Das Gebäude wird von der Rhenus SE & Co. KG genutzt.
Die beiden baugleichen Wohnhäuser wurden ebenfalls 1898 fertiggestellt. Sie sind massiv aus Ziegeln gefertigt, haben zwei Geschosse, die in sechs Achsen unterteilt sind, und ein Satteldach. An der Vorderfront befindet sich ein dreigeschossiger Mittelrisalit, der ein eigenes quergestelltes Satteldach hat. Hinter den Wohnhäusern befinden sich zwei eingeschossige Hofgebäude. Zum denkmalgeschützten Ensemble gehört noch eine Lagerhalle.